# Сан-Педро-Тидаа
Сан-Педро-Тидаа (исп. San Pedro Tidaá)  —   муниципалитет в Мексике, входит в штат Оахака. Население — 850 человек.